# 15 septembre 1954
Le mercredi 15 septembre 1954 est le 258e jour de l'année 1954.

## Naissances
- Adrian Adonis (mort le 4 juillet 1988), catcheur américain
- Barry Shabaka Henley, acteur américain
- Carola Zirzow, kayakiste est-allemande
- Hrant Dink (mort le 19 janvier 2007), journaliste et écrivain turc d'origine arménienne
- Jiří Mlíkovský, ornithologue et paléontologue
- John Hervey (mort le 10 janvier 1999), noble britannique
- Martine Dassault, écrivaine française
- Olivier Artus, médecin, prêtre catholique et exégète français
- Sabina Franklyn, actrice britannique
- Verner Lička, joueur de football tchécoslovaque

## Décès
- Fritz Alberti (né le 22 octobre 1877), acteur allemand

## Événements
- Sortie du film japonais Akō gishi
- Fin de l'ouragan Edna